# André Ubilla
André Nicolás Ubilla Ramírez (Santiago, 18 de diciembre de 1984) es un cantautor chileno conocido como André Ubilla.
Inició su carrera como solista en 2018 con el lanzamiento de su primer álbum de estudio, Derecho a Progresar, producido por Cristián Heyne y el propio Ubilla. Del disco destacan los sencillos Raíz e Invierno, este último con la colaboración de la cantante Colombina Parra. Desde 2022, Ubilla ha compartido diversos adelantos, acompañados de producciones audiovisuales. Además, ha colaborado con destacados músicos como Felicia Morales, Juan Pablo Salvo y Roberto ‘Titae’ Lindl , miembro fundador y contrabajista de Los Tres.
Actualmente, André Ubilla prepara el lanzamiento de una serie discográfica compuesta y producida por él mismo, cuyas grabaciones se realizaron en Buenos Aires. Paralelamente, trabajó en un álbum producido por el músico y productor argentino Daniel Melero, el cual también forma parte de la misma serie.

## Biografía
Ubilla creció en la comuna santiaguina de Renca. Aprendió a tocar guitarra a los doce años y comenzó a componer de forma autodidacta. Estudió en el emblemático Liceo de Aplicación y posteriormente ingresó a la carrera de Artes Dramáticas en 2004, donde destacó como alumno por su compromiso y talento actoral. Sin embargo, debió abandonar sus estudios en 2006 debido a una deuda acumulada con la universidad.
Fue entonces cuando su profesor, el reconocido actor Aldo Parodi —vinculado a la icónica obra La Negra Ester—, le recomendó presentarse a audiciones en televisión como una forma de superar las dificultades económicas tras su exclusión académica, a pesar de haber cursado casi la totalidad de la carrera.
Siguiendo ese consejo, en 2007 ingresó al elenco principal de la serie musical juvenil Amango de Canal 13, participando también en los álbumes del grupo derivado del programa. En 2008 se presentó junto al elenco en el 49.° Festival Internacional de la Canción de Viña del Mar, donde obtuvieron una antorcha de plata. En 2009 actuó en la teleserie Corazón Rebelde. A fines de ese mismo año, decidió alejarse de la televisión para enfocarse plenamente en su desarrollo artístico y personal, considerando esa etapa como un trabajo temporal orientado a resolver sus necesidades económicas.

### 2010-2017:Exploración artística y vida en el extranjero
Entre 2010 y 2017, Ubilla residió en Santiago, Buenos Aires, Barcelona y Berlín. En Buenos Aires retomó estudios teatrales, mientras que en Berlín comenzó a presentarse en vivo interpretando sus canciones en formato acústico en bares y espacios culturales. Durante este período, exploró nuevas formas de expresión como la pintura, cortometrajes, dramaturgia y la escritura poética, desarrollando un enfoque multidisciplinario que influiría en su propuesta artística posterior. A mediados de 2017 regresó a Santiago para iniciar formalmente su carrera como cantautor solista.

### 2018-2019:Derecho A Progresar
Su primer álbum de estudio, Derecho a Progresar, fue concebido entre Berlín y Santiago. Grabado bajo la producción de Cristián Heyne. y Ubilla, fue lanzado el 16 de noviembre de 2018 por el sello independiente Colectivo Austral. El disco combina temáticas sociales con un enfoque personal, y destacan los sencillos "Raíz" e "Invierno", este último con la colaboración de Colombina Parra. Derecho a Progresar fue estrenado el 16 de noviembre de 2018 bajo el sello independiente Colectivo Austral. 

El álbum fue presentado en una gira por el centro y sur de Chile. Uno de los conciertos destacados fue Derecho a Progresar en Vivo, realizado en La Casa de Beaucheff en Santiago, donde interpretó el álbum completo junto a su banda en formato eléctrico, con arreglos especialmente preparados para la ocasión.

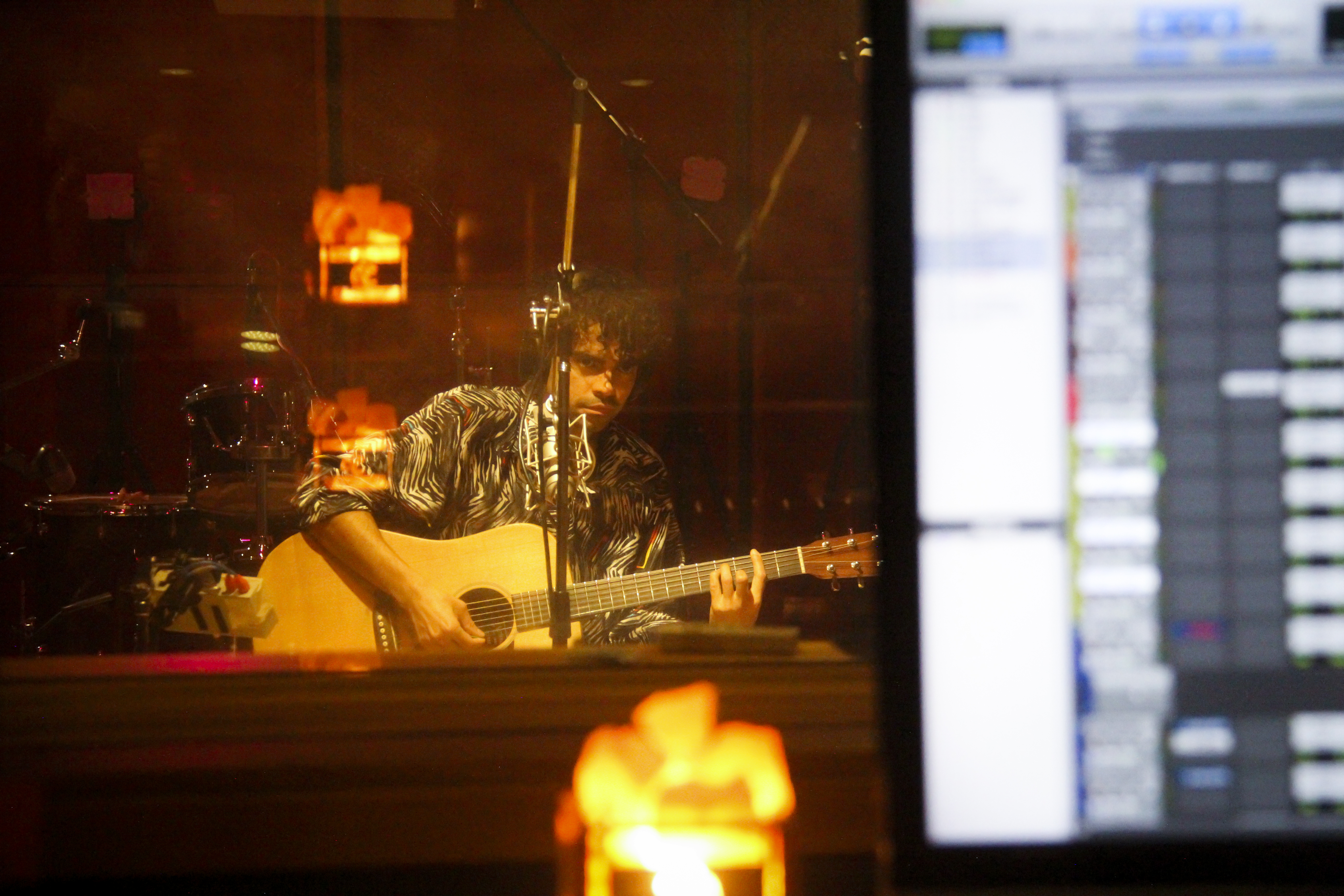
André Ubilla recording his upcoming LP in Buenos Aires with Argentine producer Daniel Melero, 2021.

### 2022–presente: Nuevos lanzamientos y colaboraciones
Desde 2022, André Ubilla ha lanzado diez sencillos, cada uno acompañado de producciones audiovisuales, como parte de una serie discográfica compuesta y producida por él mismo, grabada en Buenos Aires. Entre estos adelantos destacan temas como "La velocidad del amor", que explora las diversas intensidades del amor, y "(Debo encender) La melodía de mi ser", una pieza introspectiva con un videoclip grabado en Barcelona. Otros temas como "Espiral" fueron grabados en el Desierto de Atacama, "Pajarito de Noche" en París, y "Viajar" en Buenos Aires. Los videoclips de estas canciones fueron realizados durante sus viajes por Argentina, Francia, España, Alemania y Chile, reflejando la conexión entre la música y los lugares que han marcado su vida y carrera.

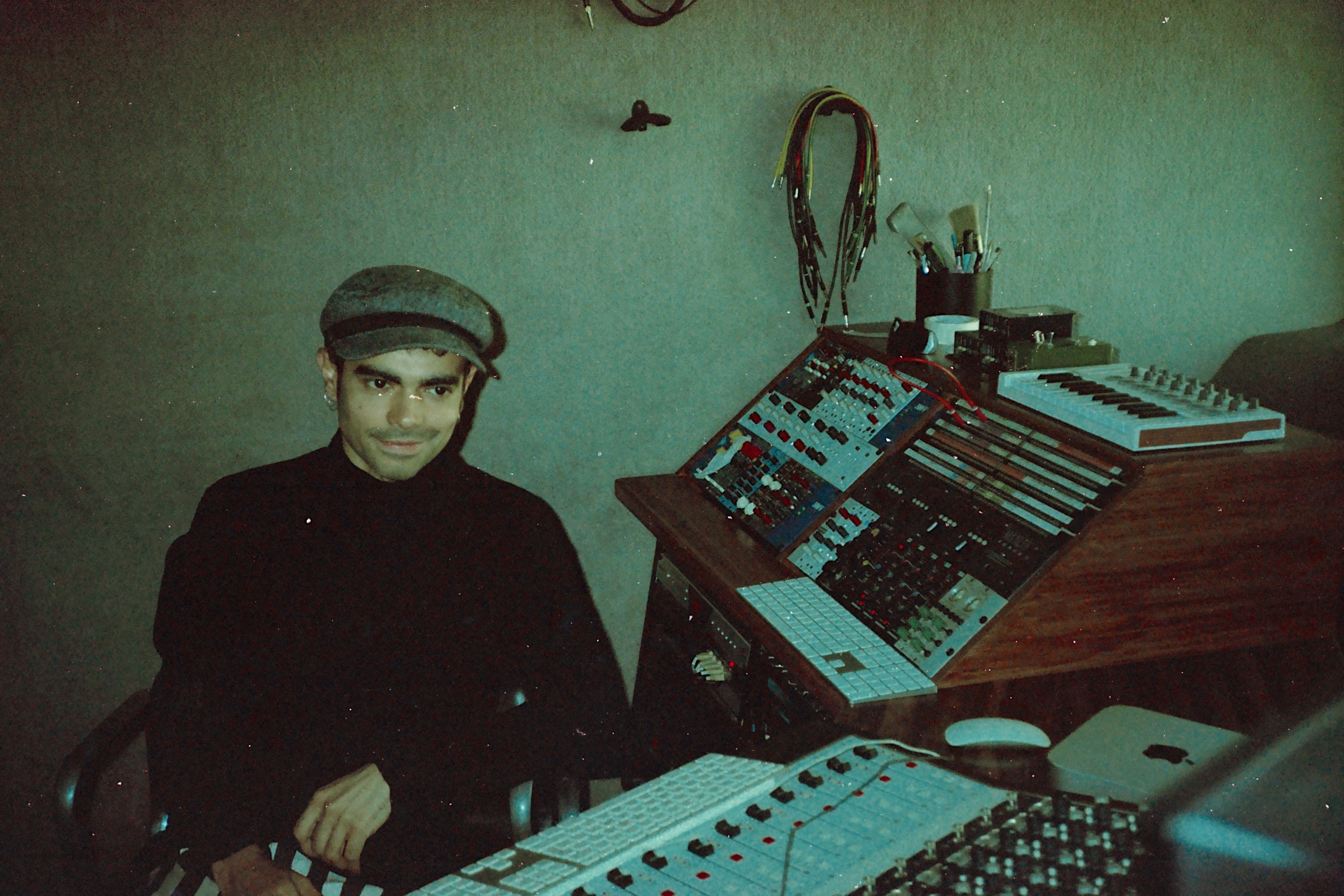
André Ubilla working behind the controls during recording sessions in Buenos Aires, 2023

Ubilla ha colaborado estrechamente con el músico y productor argentino Daniel Melero, quien también ha trabajado en su serie discográfica Esta colaboración ha sido clave para el desarrollo de su sonido y forma parte de los lanzamientos que exploran nuevos horizontes musicales. A finales de 2023, André Ubilla realizó su debut en vivo en Buenos Aires, donde por primera vez presentó en directo uno de los adelantos de esta serie discográfica, marcando un hito en la internacionalización de su carrera.

### Homenaje a La Negra Ester
En diciembre de 2023, Ubilla presentó el sencillo "Un Beso Triste", en colaboración con Roberto "Titae" Lindl, miembro fundador de Los Tres, quien participó en la canción tocando el contrabajo. La pieza, compuesta y producida por Ubilla, rinde homenaje a la obra de teatro La Negra Ester de Andrés Pérez, inspirada en las décimas autobiográficas de Roberto Parra. La canción fusiona bolero, pop y rock, incorporando guitarra criolla, bronces, contrabajo y batería, y cuenta con la participación del trompetista Juan Pablo Salvo, reconocido con un Premio Pulsar como Mejor Artista de Jazz.

## Discografía
Sencillos

- 2018: Raíz
- 2019: Otra Mañana Más
- 2019: Invierno ft. Colombina Parra[36]
- 2022: Espiral
- 2022: Resplandor
- 2023: No Te Sueltes ft. Felicia Morales[37]
- 2023: Viajar
- 2023: Un Beso Triste ft. Titae & Juan Pablo Salvo[38]
- 2024: La Velocidad del Amor
- 2024: Mundo de Cristal
- 2024: Las Calles Solitarias de los Dolientes
- 2025: (Debo Encender) La Melodía De Mi Ser
- 2025: Pajarito De Noche

Álbumes de estudio

- 2018: Derecho A Progresar (LP)

En Vivo
- 2020: Derecho A Progresar - En Vivo La Casa de Beaucheff (LP En Vivo)[39]
- 2022: Espiral - Live Set desde el Desierto de Atacama[40]